# ProNatura Bydgoszcz
Międzygminny Kompleks Unieszkodliwiania Odpadów ProNatura (MKUO ProNatura) – Siedziba Spółki mieści się w Bydgoszczy przy ul. Ernsta Petersona 22 – zajmuje się zbiórką i przetwarzaniem odpadów, również oczyszczaniem miasta.
Spółka posiada następujące oddziały:
- Zakład Gospodarki Odpadami na ul. Prądocińskiej w Bydgoszczy
- Instalacji do termicznego przekształcania odpadów komunalnych (Zakład Termicznego Przekształcania Odpadów) na ul. Petersona 22 w Bydgoszczy
- Stacja Przeładunkowa Odpadów (SPO) w Toruniu
- Kompostownia przy ul. Prądocińskiej w Bydgoszczy

W 2020 pracownicy ProNatury zakończyli kilkumiesięczną restaurację śmieciarki bębnowej na bazie samochodu marki Jelcz 315 z 1977. W należącym wcześniej do wojska pojeździe z nr rej. UAX 9438 odrestaurowano skorodowane elementy, a także wyposażenie kokpitu; zastosowano także charakterystyczną dla epoki PRL malaturę cywilną. Doprowadzony do pełnej sprawności technicznej pojazd nie będzie już jednak wykorzystywany do wywozu odpadów, lecz do celów edukacyjnych.

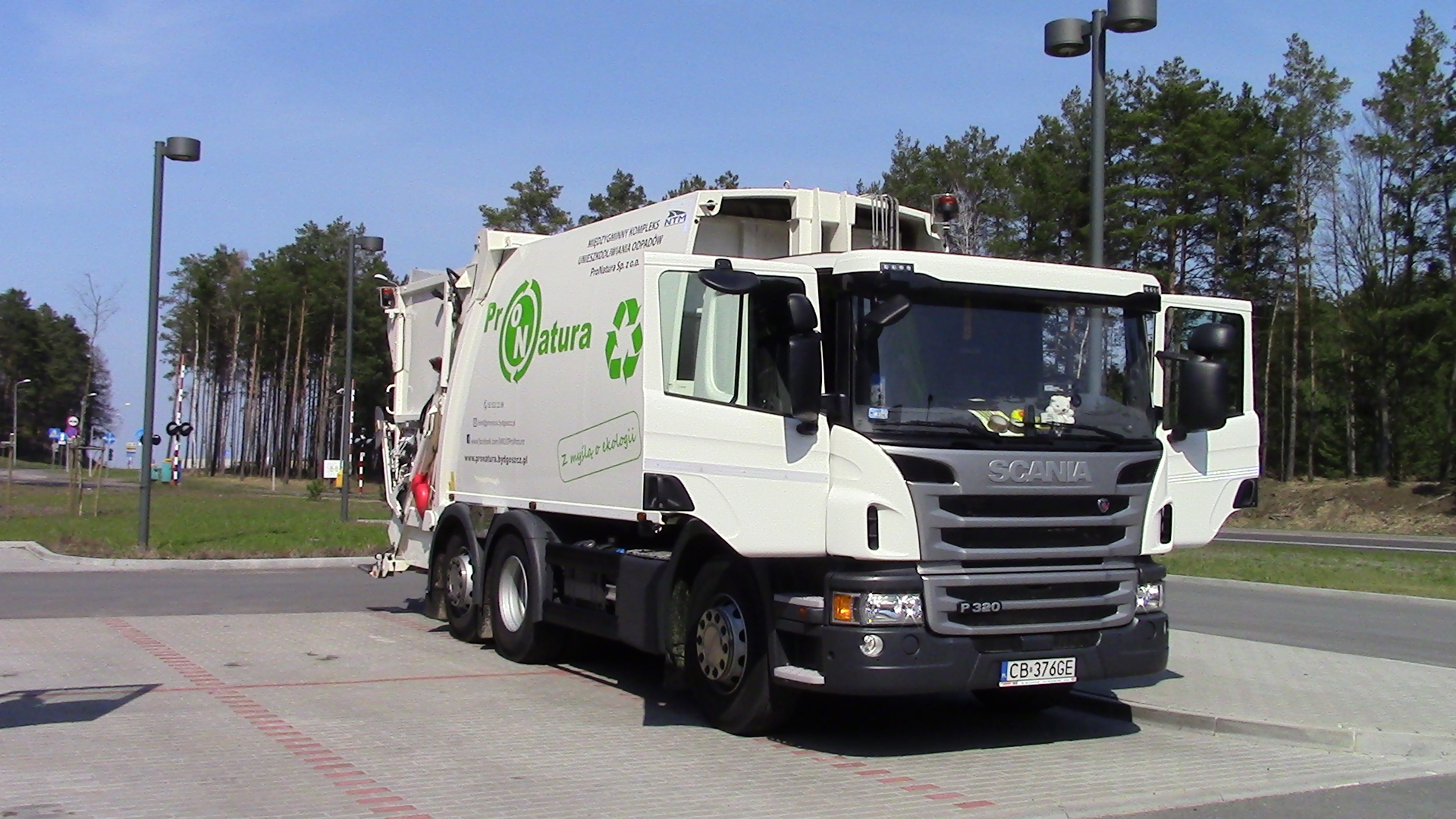
Śmieciarka
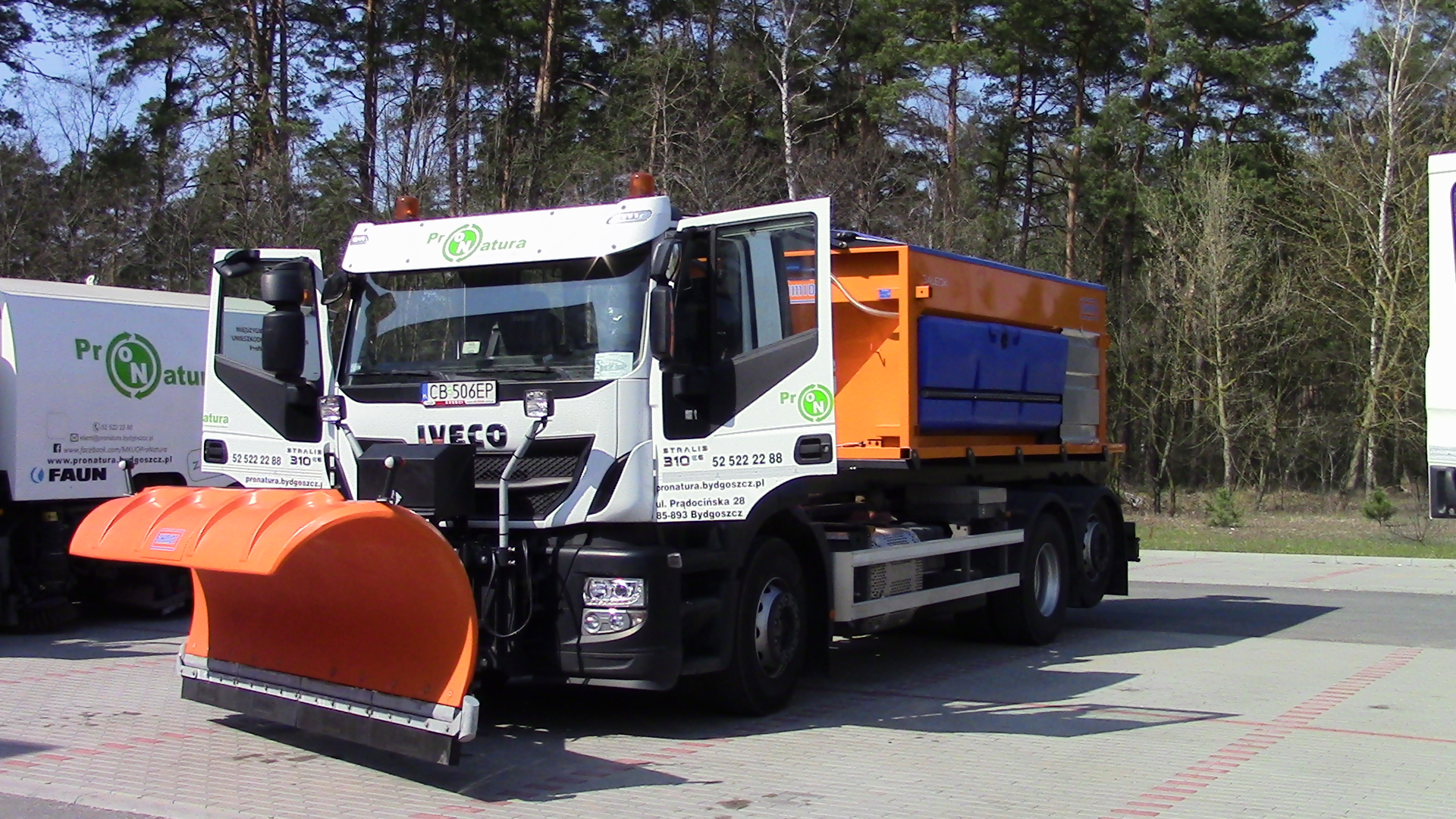
Pług odśnieżający
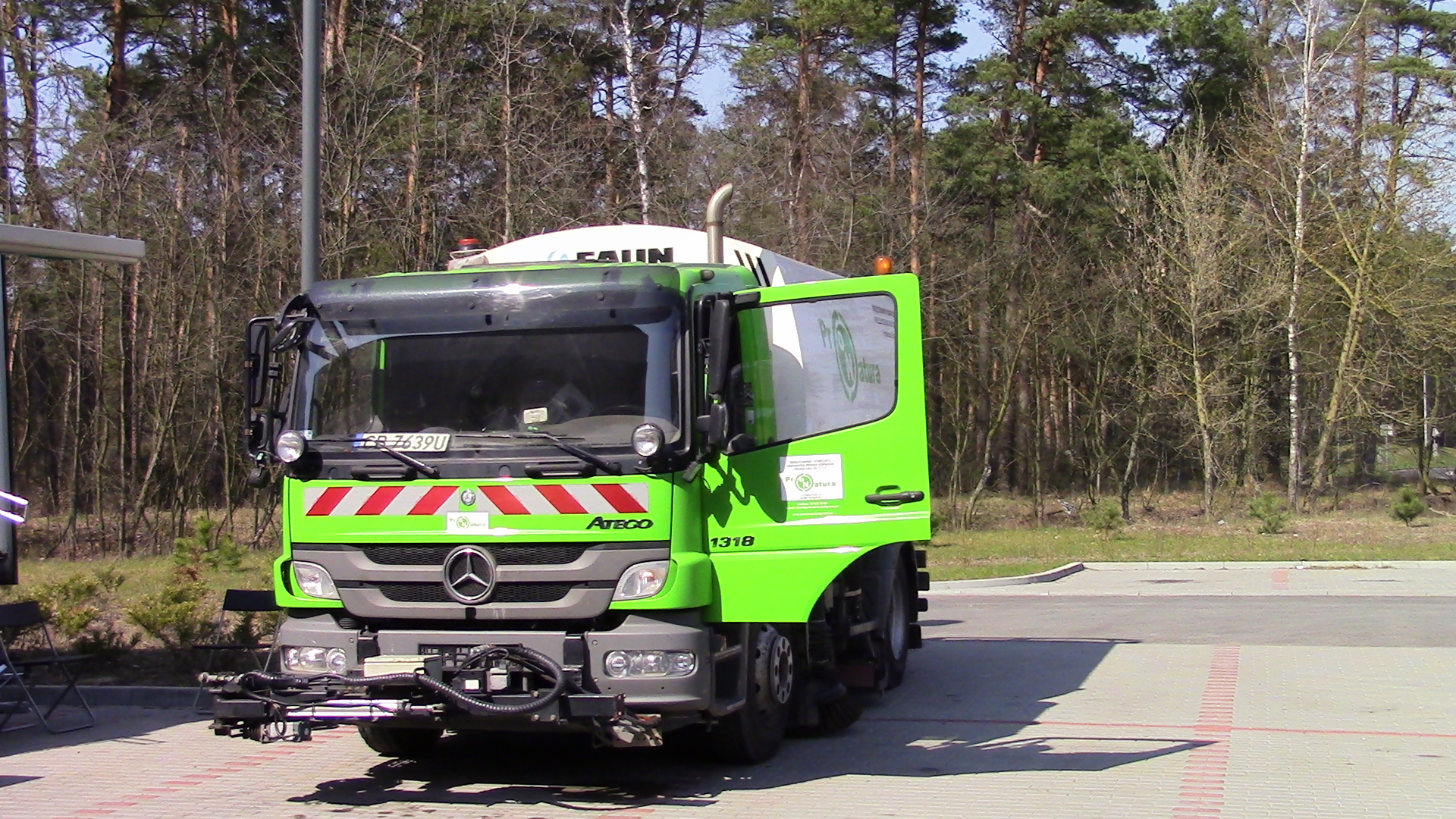
Zamiatarka drogowa